# Marie Schoepfer

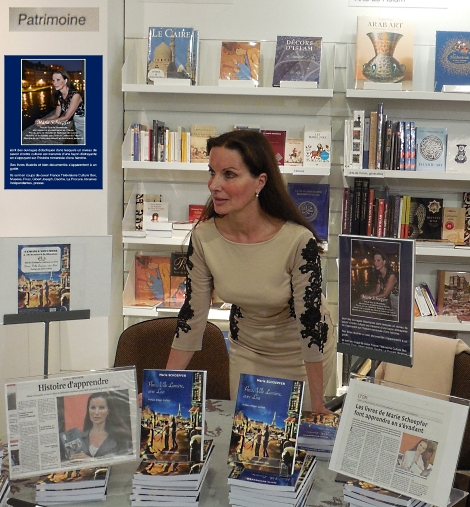
Dédicace à la Librairie du Musée du Louvre,
Paris novembre 2014

Marie Schoepfer née le 11 janvier 1954 est une romancière française de littérature jeunesse.

## Biographie
Marie Schoepfer a passé sa petite enfance en Afrique du Nord alors sous la colonisation, son père originaire du Pas-de-Calais y étant en poste comme fonctionnaire. Retournés en France, ses parents s’installeront en Provence d’où est issue sa famille maternelle. À Arles, sa mère s’occupera d’une Galerie dans laquelle l'art traditionnel provençal sera représenté. La jeunesse de Marie Schoepfer a été baignée de lumières, de couleurs, de coutumes qui l'ont inspirée dans tous ses ouvrages.[réf. souhaitée]
Après des études universitaires, diplômée de Cambridge, elle intègre l’éducation nationale puis devient maître formateur. Elle a professé dans plusieurs établissements en Provence et dans la région lyonnaise.[réf. souhaitée]
Elle vit depuis 1984 à Lyon.
Passionnée par l’enseignement qui a occupé l’essentiel de son parcours professionnel, elle se consacre depuis 2011 essentiellement à l’écriture d’ouvrages didactiques destinés à un jeune lectorat. Ses livres, qui transmettent un certain niveau de savoir culturel, s'inscrivent dans une démarche de sensibilisation et une approche au patrimoine des villes et des régions, d’une manière distrayante, en s’appuyant sur l’histoire romancée de son héroïne et des personnages qu’elle rencontre au cours de ses périples.
Ses ouvrages ont été récompensés par des prix littéraires et sont en coups de cœur librairies Fnac, Gibert Joseph, Gibert Jeune, La Procure, Decitre, structures indépendantes, ainsi que lieux historiques tels que le musée du Louvre, le Petit Palais, le musée Picasso, à Paris, musée des beaux-arts de Lyon et Gadagne, Basilique de Fourvière à Lyon, Palais des papes à Avignon, Musée de la Camargue, au Château des Baux de Provence où ils ont été dédicacés et sont en vente.
Dans le cadre de son projet littéraire de transmission, Marie Schoepfer est régulièrement invitée à l'UNESCO et à l'Assemblée Nationale, au Sénat pour participer à des débats.
En 2024, Marie Schoepfer crée une collection pour les tout jeunes lecteurs. Elle aborde des thèmes importants et souvent difficiles sur des expériences cruciales de leur vie telles que la peur, la confiance en soi, la mort, la séparation… À travers ses livres, elle cherche à offrir aux enfants des outils pour comprendre ce qu’ils ressentent, exprimer leurs émotions et grandir en toute confiance. Ses histoires comme ses illustrations qu’elles réalisent ne sont jamais sombres ni oppressantes, elles sont empreintes de douceur, de poésie et d’espoir. Loin d’apporter des réponses toutes faites, les récits invitent l’enfant à réfléchir, à ressentir et à ouvrir le dialogue avec ses proches.
Les livres de Marie Schoepfer sont lus aux enfants malades des hôpitaux de Lyon et sa régionet elle est invitée à faire des interventions sur la littérature jeunesse, l’imagination…